# João Miguel Duarte Afonso
João Miguel Duarte Afonso (Lisbona, 11 febbraio 1982) è un ex calciatore portoghese, di ruolo difensore.

## Caratteristiche tecniche
Giocatore dal fisico imponente e roccioso, ha giocato prevalentemente nel ruolo di difensore centrale.

## Carriera

### Club

#### Gli anni con i dilettanti
Nato a Lisbona, a dodici anni viene tesserato allo Sporting, prima di passare nel 1996 all'Odivelas, con cui entra nel giro della prima squadra dal 2001. Dal 2003 al 2005 gioca per gli amatoriali dell'Estrela Vendas Novas e per la Barreirense, dopo di che si trasferisce alla Torreense dove rimane fino al 2009, collezionando cento presenze in campionato.
Dopo un breve prestito all'Olivais e Moscavide nel 2008, dal 2009 al 2012 Afonso milita nel Mafra, in terza serie portoghese.

#### Belenenses
Nel giugno 2012 Afonso entra finalmente, a 30 anni, nel mondo dei professionisti, firmando un contratto col Belenenses, terza squadra di Lisbona, allora militante in Segunda Liga. Il 14 ottobre 2012 gioca la prima partita da professionista nel corso della sfida casalinga vinta 1-0 contro la Portimonense. A fine aprile 2013 arriva la prima rete contro l'Atlético Lisbona, mentre la seconda marcatura la mette a segno a maggio contro l'Arouca. Al termine della stagione il Belenenses conquista la promozione in Primeira Liga dopo tre anni di assenza.
Il 18 agosto 2013, a 31 anni e sei mesi, debutta nella massima divisione portoghese, giocando tutti i novanta minuti della partita persa in casa 0-3 contro il Rio Ave. L'anno dopo il Belenensens finisce sesto in campionato, garantendosi l'accesso all'Europa League 2015-2016. Afonso rimane a Belém fino al 2016, totalizzando 52 apparizioni e due reti nei campionati di seconda e prima divisione.

#### Ritorno al Mafra e ritiro
Nel 2016 fa un breve ritorno al Mafra, compagine amatoriale dove aveva già giocato dal 2009 al 2012, prima di passare alla Sintrense, dove si ritira definitivamente dal calcio giocato nel 2017, a 35 anni.

## Palmarès

### Club

#### Competizioni nazionali
- Segunda Liga: 1

Belenenses: 2012-2013